# Bruce Norris
Bruce Arthur Norris, född 19 februari 1924, död 1 januari 1986, ägde Detroit Red Wings åren 1952-1982. Under andra världskriget tjänstegjorde han i USA:s flotta. Han valdes in i Hockey Hall of Fame 1969.
Under tidigt 1970-tal förespråkade han en Europaliga.

### Fotnoter
1. ↑  Zendry Svärdkrona (18 september 2001). ”Vintern då hockeyn förlorade oskulden”. Sportbladet. http://www.aftonbladet.se/sportbladet/hockey/sverige/shl/article10232340.ab. Läst 17 juli 2014.